# Общая минея
Общая мине́я (церк.-слав. минíа; от греч. μηναῖα — мн. ч. от μηναῖον — «месячный, одномесячный, длящийся месяц»; от βιβλίον μηναῖον — месячная книга или τροπολόγιον μηναῖον — месячный Тропологий) — в Православной церкви разновидность церковнослужебной минеи (церковнослужебного сборника, содержащего службы неподвижных — приходящихся на фиксированные даты — праздников церковного года), содержащая общие, «типовые» службы для всех святых одного лика (пророку, апостолу, нескольким апостолам, святителю, нескольким святителям и т. п.), общие богослужения для известной категории праздников, например, Господних праздников, Предтече и т. п.
Обычно употребляется вместе с Праздничной минеей в храмах, где нет Месячной минеи, и потому Общая минея составляет как бы другую часть Праздничной. Также применяется и при наличии Месячных миней, при совершении службы святому, чинопоследование которому отсутствует в Месячных минеях, или не включает всех молитвословий, какие следует петь при отправлении богослужения, например, храмовому святому.
Для каждого лика святых имеется по два последования: для службы одному святому и для службы нескольким святым одного лика.

## История
Календарную основу Минеи составили праздники константинопольского происхождения.
Первые славянские минеи относятся к концу IX — началу X веков и представлены Общей минеей, составленной учеником Кирилла и Мефодия Климентом Охридским, и Праздничной минеей (как разновидностью Служебной минеи), сложившейся в Первом Болгарском царстве также трудами учеников Кирилла и Мефодия — Климента Охридского, Константина Преславского, Наума Охридского и их последователей. Древнейшие известные списки славянских миней датируются XI веком. Совмещение Праздничной и Общей минеи в конце IX — начале X веков позволило совершать утреню каждый день церковного года.